# NGC 4236/2
NGC 4236/2 је галаксија у сазвежђу Змај која се налази на NGC листи објеката дубоког неба.
Деклинација објекта је + 69° 27' 36" а ректасцензија 12h 16m 43,5s. Привидна величина (магнитуда) објекта NGC 4236 износи 15,1 а фотографска магнитуда 15,7. NGC 42362 је још познат и под ознакама 7ZW 446.